# Ernst Koerner
Ernst Karl Eugen Koerner, född den 3 november 1846 i Stibbe, Västpreussen, död den 30 juli 1927 i Berlin, var en tysk målare. 
Koerner studerade i Berlin och gjorde sedan vidsträckta resor samt är framför allt känd genom akvareller med motiv från Egypten och Orienten, bland dessa Gyllene hornet (1873), Suez (1874), Sfinxens utgrävande (1887) samt det koloristiska bravurstycket Memnonstoderna i solnedgång. Koerner blev professor 1894.